# Rutilia transversa
Rutilia transversa är en tvåvingeart som beskrevs av Malloch 1936. Rutilia transversa ingår i släktet Rutilia och familjen parasitflugor. Inga underarter finns listade i Catalogue of Life.